# Сан-Марчелло-Пістоїєзе
Сан-Марчелло-Пістоїєзе (італ. San Marcello Pistoiese) — муніципалітет в Італії, у регіоні Тоскана,  провінція Пістоя.
Сан-Марчелло-Пістоїєзе розташований на відстані близько 280 км на північний захід від Рима, 50 км на північний захід від Флоренції, 17 км на північний захід від Пістої.
Населення — 6499 осіб (2014).
Щорічний фестиваль відбувається 16 січня, 8 вересня. Покровитель — San Marcello.

## Демографія
Населення за роками:

Станом на 31 грудня 2014 року в муніципалітеті офіційно проживали 354 іноземці з 29 країн, серед них 185 громадян країн Євросоюзу та 11 громадян України.

## Сусідні муніципалітети
- Кутільяно
- Фанано
- Ліццано-ін-Бельведере
- Пістоя
- Пітельйо